# Praprotnik
Praprotnik je priimek več znanih Slovencev:
- Andrej Praprotnik (1827—1895), učitelj, pesnik, pisatelj, urednik
- Anej Čurin Praprotnik (*2003), atlet šprinter
- Anton Praprotnik - Toto, jamar
- Avgust Praprotnik (1891—1942), bankir in poslovnež
- Cveta Mlakar (r. Praprotnik) (1919—2016), ekonomistka, univ. prof.
- Damjana in Urška Praprotnik, citrarki
- Dejan Praprotnik, citrar
- Franc Praprotnik (1849—1933), učitelj, sadjar
- Janez Praprotnik (*1943), slikar, grafični oblikovalec
- Jožef Praprotnik (1926—85), generalpodpolkovnik JLA, strojnik
- Katja Praprotnik, kustosinja na Dunaju
- Klotilda Praprotnik (1874—1963), glasbena pedagoginja
- Lilijana Praprotnik Zupančič /psevdonim Lila Prap (*1955), ilustratorka, pesnica
- Liza Praprotnik, TV voditeljice
- Matej Praprotnik (*197#?), biofizik
- Miha Praprotnik (*1967), alpinist
- Mirjam Praprotnik (1924—2023), redovnica misijonarka
- Nada Praprotnik (1951—2023), botaničarka
- Primož Praprotnik (*1972), športni pedagog in trener
- Rok Praprotnik, novinar
- Sabina Praprotnik (1898—1986), pediatrinja, infektologinja, 1. prof. za infekcijske bolezni MF UL (1945-47)
- Sašo Praprotnik, rokometni trener
- Sebastijan Praprotnik (18. stoletje), stavbar
- Stanko Praprotnik (*1953), trobentar
- Urban Praprotnik (*1975), tekaški trener
- Vesna Praprotnik, plavalka